# Rodolfo Acquaviva
Rodolfo Acquaviva (Atri, Abruzos, 2 de octubre de 1550 – Cumcolim, Goa del Sur, 25 de julio de 1583) fue un misionero jesuita italiano. Muerto como mártir, es venerado como beato por la Iglesia católica.

## Biografía
Hijo del duque Giangirolamo Acquaviva, duque de Atri (Teramo), su familia estaba emparentada con las más nobles familias italianas, entre ellas los Gonzaga de Mantua. Dos de sus hermanos fueron cardenales de la Iglesia y su tío fue el famoso Claudio Acquaviva general de la Compañía de Jesús.
Rodolfo tuvo que vencer la resistencia de su padre para entrar al noviciado romano de los jesuitas. En Roma tuvo como compañero de estudios Estanislao Kostka, después canonizado. En 1576 fue destinado por sus superiores a la misión jesuita de la India; tuvo que ir a Lisboa (Portugal) a hacer un curso de preparación, y en 1578 recibió la ordenación sacerdotal y marchó a la India en marzo de 1578.

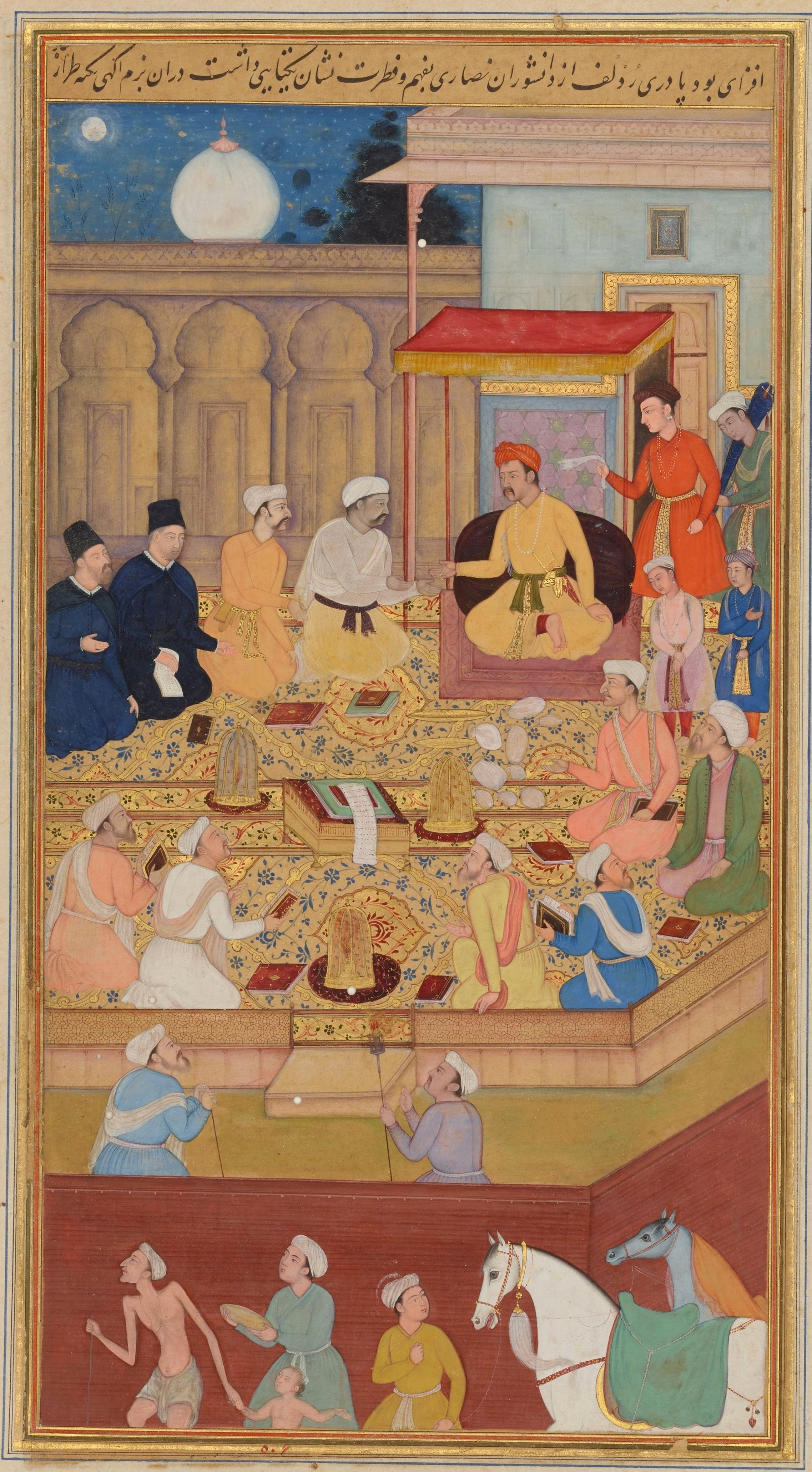
Akbar el Grande (r.1556-1605) en el Ibadat Khana. En negro y azul oscuro, a la izquierda están el padre Acquaviva con su compañero Francisco Henriques a su lado. Ilustración para el Akbarnama, ca. 1605.

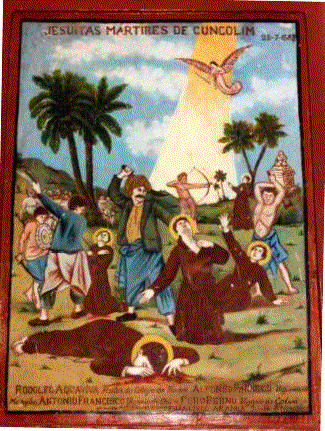
Cartel con el martirio de los jesuitas de Cumcolim.

Solamente tenía 28 años, pero sus superiores lo tenían en gran estima y confianza y lo pusieron a la cabeza de la pequeña expedición, ya que era el responsable de ir a la corte del Gran Mogol, Akbar (1542-1605), que había pedido con insistencia el envío de algunos misioneros. El 17 de febrero de 1580 él y su compañero de orden, el catalán Antonio de Montserrat, fueron recibidos por el Gran Mogol y Rodolfo Acquaviva supo ganarse la simpatía y la confianza, ya que Akbar era un hombre muy deseoso por formarse y conocer otras culturas. A pesar de sus esfuerzos, el monarca musulmán, de temperamento ecléctico, no fue convencido para que cambiase su forma de vivir disoluta; también las esperanzas de su gradual conversión desaparecieron, por lo que Acquaviva fue reclamado en Goa y nombrado superior de la misión en la isla de Salsete.
Rodolfo y sus compañeros jesuitas, se trasladaron a la isla. Allí los misioneros tuvieron que soportar imposiciones de paganos y brahmanes, los cuales consideraban la península casi territorio sagrado; sus ataques a menudo desencadenaron acciones punitivas de los portugueses y eso aumentó la intolerancia, que suponía un peligro creciente para los misioneros. 
Los jesuitas, unidos al cobijo de su superior Rodolfo Acquaviva, decidieron emprender un trabajo de persuasión y unos cuantos fueron a Cumcolin, el centro más importante del territorio.  El 25 de julio de 1583 levantando una cruz, la población, instigada por el jefe Pondù, los locales atacaron y los mataron a los católicos y, arrojados a un pozo. Así terminaron la vida de los licenciados en derecho, presbíteros y mártires Rodolfo Acquaviva, Alfonso Pacheco, Pedro Berno,  Antônio Francisco y del religioso Francisco Aranha. 
En el ataque también fueron asesinados un portugués (Gonçalo Rodrigues), y catorce cristianos nativos, entre ellos monaguillos y estudiantes. A este martirio también se le conoce como los mártires de Salsete o mártires de Cumcolin. 

## Veneración
Sus cuerpos fueron recuperados tiempo más tarde por los portugueses y traslados en 1597 de forma solemne a Goa. Los dos brazos de Acquaviva fueron enviados a las casas jesuitas de Roma y Nápoles. El lugar del martirio, se convirtió en lugar de peregrinación. El proceso de beatificación, iniciado en 1598, y concluido con el papa León XIII los nombró beatos el 30 de abril de 1893. La celebración litúrgica conjunta es el 25 de julio.